# ブルー・マーダー (アルバム)
『ブルー・マーダー』（Blue Murder）は、ジョン・サイクス率いるハードロック・バンド、ブルー・マーダーが1989年に発表した初のスタジオ・アルバム。

## 背景
サイクスはトニー・フランクリンおよびコージー・パウエルと共にデモ録音を開始し、フランクリンによれば、本作収録曲のうち「ライオット」、「アウト・オブ・ラヴ」、「トレミー」、そして（恐らく）「ブルー・マーダー」は、パウエル在籍時にデモ録音が行われていたという。その後、元ブラック・サバスのレイ・ギランを専任ボーカリストとして迎えるが、ギランは3か月ほどで脱退し、フランクリンは後年「レイのソングライティングはジョンのヴィジョンと合わなかった」と証言している。そしてパウエルの脱退を経て、ブラック・サバスのトニー・マーティンがギランの後任ボーカリストに打診されるが、本作収録曲「ヴァリー・オブ・ザ・キングス」のソングライティングに貢献したものの、マーティンも脱退し、サイクス自身がボーカルも担当することとなった。最終的にはパウエルの後任ドラマーとしてカーマイン・アピスが加入し、ラインナップが固まる。
本作は、サイクスが以前に在籍していたホワイトスネイクの所属レーベル、ゲフィン・レコードから発売された。

## 反響・評価
全英アルバムチャートでは3週トップ100入りし、最高45位を記録した。アメリカでは本作がBillboard 200で69位に達し、本作からのシングル「ジェリー・ロール」は『ビルボード』のメインストリーム・ロック・チャートで15位を記録した。
Eduardo Rivadaviaはオールミュージックにおいて5点満点中4.5点を付け、ボブ・ロックの音作りに関して「爆発的だが聴きやすい1980年代メタルを代表する黄金の耳（比肩しうるのはロバート・ジョン・マット・ランジぐらい）による、仰々しくも完成度の高い音」、全体像に関して「ソングライティングは比較的一貫性があり、演奏に関しても全編を通じて批判の余地がなく、当時の似たようなスタイルのメタル・アルバムよりもずっと聴くに堪える」と評している。日本のヘヴィメタル専門誌『BURRN!』1989年5月号には、4人の評者によるクロス・レヴューが掲載され、さこたはつみは89点、伊藤政則は90点、ジョージ吾妻と増田勇一は92点を付け、4人ともサイクスのボーカルに関して好意的に評価している。

## 収録曲
特記なき楽曲はジョン・サイクス作。
1. ライオット - "Riot" - 6:22
2. セックス・チャイルド - "Sex Child" - 5:58
3. ヴァリー・オブ・ザ・キングス - "Valley of the Kings" (John Sykes, Tony Martin) - 7:51
4. ジェリー・ロール - "Jelly Roll" - 4:44
5. ブルー・マーダー - "Blue Murder" (J. Sykes, Tony Franklin, Carmine Appice) - 4:55
6. アウト・オブ・ラヴ - "Out of Love" - 6:44
7. ビリー - "Billy" - 4:11
8. トレミー - "Ptolemy" - 6:29
9. ブラック・ハーテッド・ウーマン - "Black-Hearted Woman" (J. Sykes, T. Franklin, C. Appice) - 4:50

## 参加ミュージシャン
- ジョン・サイクス - ボーカル、ギター、バックグラウンド・ボーカル
- トニー・フランクリン - ベース、バックグラウンド・ボーカル
- カーマイン・アピス - ドラムス、バックグラウンド・ボーカル

アディショナル・ミュージシャン
- ニック・グリーン - キーボード
- ジョン・ウェブスター - アディショナル・キーボード・プログラミング
- マーク・ラフランス、デヴィッド・スティール - アディショナル・バックグラウンド・ボーカル